# Robert Vandekerckhove
Robert Gerard Vandekerckhove (* 30. Juni 1917 in Ingelmunster, Flandern, Belgien; † 23. Februar 1980 in Mechelen, Provinz Antwerpen, Belgien) war ein belgischer Politiker der Christelijke Volkspartij (CVP) sowie Präsident des Senats.

## Biografie
Nach dem Schulbesuch studierte er Rechtswissenschaft und wurde nach der Promotion zum Doktor der Rechtswissenschaften zunächst Dozent und dann später nach der Zulassung Rechtsanwalt und Notar in Mechelen.
Seine politische Laufbahn begann Vandekerckhove mit der Wahl zum Mitglied des Senats, dem er von 1958 bis zu seinem Tode 1980 angehörte. Während dieser Zeit war er zwischen 1963 und 1972 Vorsitzender des Flämischen Flügels innerhalb der CVP sowie von 1971 bis 1974 Vorsitzender des Rates für die Niederländische Kulturgemeinschaft (Raad voor de Nederlandse Cultuurgemeenschap).
Im April 1974 wurde er von Premierminister Leo Tindemans zum Minister für Institutionelle Reformen (Minister voor Hervorming der Instellingen) berufen und bekleidete dieses Ministeramt bis Juni 1977.
Am 7. Juni 1977 wurde er schließlich Präsident des Senats (Voorzitter van de Senaat) und hatte diese Funktion bis zu seinem Tod inne.
Vandekerckhove war der Bruder von Rik Vandekerckhove, der als Vertreter der Volksunie ebenfalls Senator und 1977–1980 Wissenschaftsminister war. Darüber hinaus war er ein Schwager von Albert De Clerck, der Abgeordneter, Senator und Minister war, sowie Onkel von dessen Sohn Stefaan De Clerck, dem heutigen Justizminister und ehemaligen Bürgermeister von Kortrijk.